# はなのき会館 (東白川村)
はなのき会館（はなのきかいかん）は、岐阜県加茂郡東白川村にある公共施設（文化施設）。

## 概要
- 名称は東白川村の村の木のハナノキに因む。「はなのき会館」と「はなのき別館」で構成されている。

### はなのき会館
- 東白川村の条例での名称は東白川村文化会館であり[1]、文化芸術の振興、その他行事及び集会のための施設である[1]。
- 1994年（平成6年）3月竣工。5月1 - 3日に内覧会が行われ、6月15日に東白川村役場と同時に竣工式を行った。こけら落とし公演は6月19日に行われた[2][3]。
- ホールの舞台は素人歌舞伎の上演が可能であり、毎年9月中旬に行われる東白川村郷土歌舞伎公演の会場となる[4][5]。

### はなのき別館
- 東白川村の条例での名称は東白川村農村環境改善センターであり[6]、農業経営及び農家生活の改善合理化、地域住民の行事及び集会のための施設である[6]。
- 1995年（平成7年）3月28竣工[7]。

## 施設概要
はなのき会館
- ホール[8][1]
- 楽屋兼会議室[8][1]

はなのき別館
- ふれあいホール[8][6]
- 研修室[8][6]
- 調理室[8][6]
- 営農相談室[8][6]
- 和室[8][6]
- 談話室[8][6]

## 交通アクセス

### 公共交通機関
- 濃飛バス白川東白川線「東白川村役場」バス停より徒歩約12分
  - JR高山本線 白川口駅より「越原消防センター 」行き

### 自動車
- JR高山本線 白川口駅より約20分。
- 東海環状自動車道 美濃加茂ICより国道41号・県道62号経由で約1時間
- 中央自動車道 中津川ICより国道257号・国道256号・県道62号経由で約1時間

## 周辺施設
- 東白川村平和祈念館
- 東白川村役場
- 東白川村民センター
- 総合運動場